# Bandeira da República Socialista Soviética Turcomena
A bandeira da República Socialista Soviética do Turquemenistão foi adotada em 1 de agosto de 1953. As duas linhas azuis representam os rios Amu Darya e Syr Darya. O vermelho representa a luta revolucionária da classe trabalhadora. A foice e o martelo simbolizam a união dos camponeses e operários e a estrela vermelha representa o Partido Comunista da União Soviética (PCUS).